# 砥用町
砥用町（ともちまち）は、熊本県の中部に位置していた町。
2004年11月1日、下益城郡中央町と合併し美里町となったため自治体としては消滅した（砥用町のあった地区は「美里町砥用」となっている）。

## 歴史
承安三年（1173年　平氏全盛期）から、阿蘇氏の所領となり、以降、長らく支配下におかれていた。阿蘇氏は阿蘇が発祥だが、南阿蘇から砥用の隣、矢部・浜町に拠点（「浜の館」）を移し、勢力を拡大していった。全盛期は熊本中部を治め影響力を持っていたとされる。

### 沿革
- 1876年 - 以下の村が成立。
  - 洞岳村 - 山出村・藤木村・下福良村・夏水村・天ヶ瀬村・戸屋村が合併
  - 大井早村 - 大辻村・勢井村・越早村が合併
  - 畝野村 - 金木村・内園村・迫村・水上村が合併
  - 遠野村 - 岩上村・興正寺村・権正村・北野村が合併
  - 川越村 - 小崎村・用来村・貫平村が合併
  - 豊富村 - 桑津留村・福良村が合併
  - 涌井村 - 竹迫村・庵室村・峙原村が合併
  - 清水村 - 内山村・桑木野村が合併
  - 永富村 - 津留村・河原畠村・御前浜村・舞鹿野村・一谷村・越早津村が合併
  - 境村 - 目磨村・九折原村が合併
  - 三加村 - 田中村・下田村・岩尾野村が合併
  - 三和村 - 長野村・常海原村・北村が合併
  - 二和田村 - 小長野村、小夏村が合併
  - 安部村 - 安懸村・口原村・久立村が合併
- 1889年4月1日 - 町村制実施に伴い、以下の町村が発足。
  - 西砥用村 - 清水村・永富村・境村・三加村・三和村・二和田村・安部村・石野村・柏川村・原町村・大窪村・名越谷村・土喰村・栗崎村・古閑村・早楠村が合併。
  - 東砥用村 - 甲佐平村・洞岳村・大井早村・畝野村・遠野村・川越村・豊富村・涌井村が合併。
- 1924年4月1日 - 西砥用村が町制施行、（旧）砥用町成立。
- 1955年
  - 4月1日 - 砥用町と東砥用村が合併し（新）砥用町が発足。
  - 7月10日 - 中央村の内、今、坂貫、下草野、岩野の一部（字・九尾）を編入。
- 1957年7月1日 - 下草野を中央村へ分離。
- 2004年11月1日 - 中央町と合併、美里町が成立。

## 経済

### 産業
- 農業
- 水産業

## 地域

### 教育
中学校
- 砥用中学校

小学校
- 砥用小学校
- 励徳小学校

## 交通

### 鉄道路線
熊延鉄道が南熊本駅を起点に1932年から1964年まで運行していた。町内には砥用駅と釈迦院駅があり、砥用駅が終点であった。

### バス
- 熊本バス：熊延鉄道の後身で熊本市内から砥用を経て山都町方面へ伸びる。
- 産交バス：松橋駅（宇城市）から砥用中央まで運行。

### 道路
一般国道
- 国道218号
- 国道445号

## 名所・旧跡・観光スポット・祭事・催事
- 矢部周辺国立公園（柏川）
- 穂積阿蘇神社 - 下益城郡美里町三和10
- 勢井阿蘇神社 - 下益城郡美里町大井早3897
- 竹迫阿蘇神社 - 下益城郡美里町豊富1132

## 出身著名人
- 丸山三造 - 柔道家
- 吉田智志 - サッカー選手
- 緒方由美 - ローカルタレント・レポーター